# Peter Joppich
Peter Joppich (n. 21 decembrie 1982, Koblenz, RFG) este un scrimer german specializat pe floretă. Este de patru ori campion mondial în 2003, 2006, 2007 și 2010 și campion european în 2013. Cu echipa Germaniei a fost laureat cu bronz la Jocurile Olimpice de vară din 2012, campion mondial în 2003 și campion european în 2013.